# Планински туризам
Планински туризам је најтипичнији и најмасовнији облик континенталног туризма.

## Основне карактеристике планинског туризма
- Постојање две квалитетне сезоне: зимска и летња. Ови видови туризма на планинама, пре свега у умереним и суптропским географским ширинама, одређени су повољнијим климатским условима у односу на градска насеља као туристичке дисперзиве. У зависности од тога која је сезона, постоје различите активности којима се туристи могу бавити.
- Доминантно рекреативно обележје; Планине су прави комплекси природно - туристичких вредности, шта омогућава упражњавање низа рекреативних активности, у зимском и летњем периоду, али и у другим деловима године.
- Релативно кратак радијус кретања; Ово се објашњава тиме што је ова врста мотива доста раширена, са малим разликама у степену рекреативности, као основном атрибуту њихове туристичке атрактивности.
- Дужи туристички боравак; За разлику од приморског туризма, планински туризам изискује обимну и разноразну изградњу чврстих и квалитетних смештајно - угоститељских објеката и пратеће инфраструктуре, које је често пролонгирана због неповољних временских прилика или отежаног транспорта(нарочито ако је реч о високим планинским пределима), што отвара питање рентабилности туристичког привређивања. Управо због тога, развој планинског туризма се фокусира на веома атрактивне планине (Алпи) које својим садржајима стимулишу дужи боравак или се налазе у непосредној близини градских насеља, што је повољно за развој излетничког туризма.[1]

### Рекреативне активности које се могу упражњавати на планинама
- Зимски спортови
- Пешачке туре
- Планинарење
- Јахање
- Спортови на води (сплаварење, кањонинг, сплаварење)
- Параглајдинг[2]
- Планински бициклизам
- Брање лековитог биља
- Скупљање шумских плодова
- Спелеологија
- Лов и риболов

## Планине као туристички мотиви
Планине су јасно истакнута пространа узвишења у рељефу копна, која се дижу са околних нижих и виших заравњених терена, чије саставне елементе чине: подножје, падине и врх. Спадају у врсту рекреативних, тачније геоморфолошких туристичких мотива. Планине се могу поделити у односу на висину, порекло итд. У оцени рекреативне улоге планини треба имати у виду: њихов положај у односу на густо насељене низије, њихову вертикалну и хоризонталну рашчлањеност и њихово пространство. Врхови планине су најатрактивнији, док су планинска подножја најподеснија за туристичко активирање.

## Планински туризам у Србији
Највећи део територије Србије заузимају планине, које чине планинску регију од Панонског побрђа на северу, до црногорске, албанске и македонске границе на југу. Планине Србије деле се на: родопске, карпатско-балканске и динарске планине. Да би се очувала непроцењива хармонија биљног и животињског света на нашим планинама, неке од њих су заштићене у оквиру пет националних паркова (Фрушка гора, Ђердап, Тара, Копаоник, Шар-планина), проглашене за паркове природе или за пределе изузетних одлика. Наше планине су испресецане потоцима и брзим речицама, а многе имају и кристално чиста језера. Неке планине су, због изузетне климе, проглашене ваздушним бањама (Златибор, Златар, Ивањица, итд). Наше планине су погодне за пешачке туре по пропланцима и шумарцима, самостално или уз пратњу водича, затим за озбиљно планинаре до високих планинских врхова. Туристи са авантуристичким духом, могу да се упусте у истраживање крашких пећина и речних кањона, које такође чине амбијент планина. Током зиме туристе очекују ски–стазе и ски–лифтови, без обзира да ли су почетници или вешти скијаши. Ловишта у густим шумама богата су ситном и крупном дивљачи, а планинске реке и језера су идеална прилика за риболов. На домаћим планинама разноврсне су могућности смештаја, од хотела са 4 звездице до шумских колиба и омладинских домова, а развијен је и сеоски туризам. Храна и пиће на планинама су гарантовано природног порекла, са околних сеоских имања, шумских плодова, печурака и лековитих биљака има у изобиљу.